# Ožujsko
La birra Ožujsko (in croato Ožujsko pivo) è una birra croata, che viene prodotta dalla Zagrebačka pivovara ("Birrificio di Zagabria") dal 1892.
Viene chiamata colloquialmente "Žuja" (Gjuja) e il suo nome non è che la traduzione croata del termine märzen.
La Ožujsko è una delle birre più diffuse e popolari del Paese insieme alla Karlovačko e quindi probabilmente la märzen con la maggior quota di mercato nel proprio paese al mondo.
È inoltre attualmente lo sponsor ufficiale della nazionale croata di calcio e (fino al 2009) della massima serie del campionato di calcio croato (Prva HNL).